# Anaea ambrosia
Anaea ambrosia är en fjärilsart som beskrevs av Druce 1874. Anaea ambrosia ingår i släktet Anaea och familjen praktfjärilar. Inga underarter finns listade i Catalogue of Life.